# Antoine d’Aquin

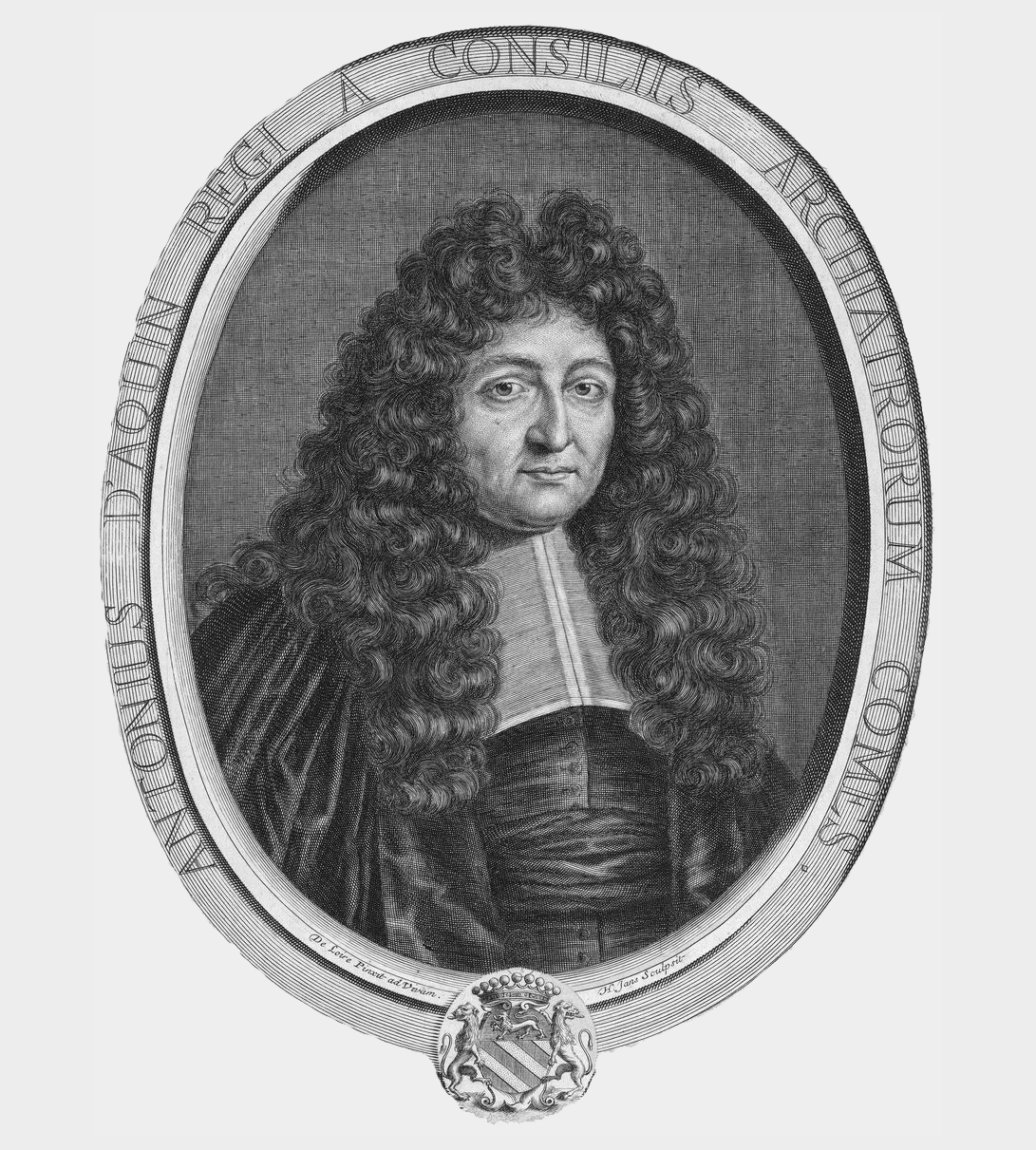
Antoine d‘Aquin

Antoine d’Aquin (auch Daquin) (* 1629 in Paris; † 17. Mai 1696 in Vichy) war ein französischer Arzt.

## Leben und Wirken
Antoine d‘Aquins Großvater Mordekhaï Crescas (1576–1650) war Rabbiner in Carpentras. Weil er zum Christentum neigte, musste er Carpentras im Jahr 1610 verlassen. In Aquino im Königreich Neapel ließ er sich christlich taufen und nannte sich fortan Philippe d’Aquin. In Paris wurde er 1610 durch Ludwig XIII  zum Professor für Hebraistik am Collège de France ernannt. Zusammen mit Jean Morin (1591–1659, Mitglied des Oratoriums), Godefroy Hermant (1617–1690, jansenistischer Geistlicher aus Beauvais) und drei Maroniten aus dem Libanon erarbeitete er die Pariser Polyglotte Bibel (1629–1645).
Antoine d’Aquin studierte Medizin in Montpellier und er erhielt dort 1648 den medizinischen Doktortitel. Nach Paris zurückgekehrt heiratete er 1656 die Nichte der Frau von Antoine Vallot (1594–1671), der erster Arzt Ludwigs XIV war. Durch Vallots Fürsprache wurde er 1667 erster Arzt der Königin Marie Therese. Der kränkelnde Vallot ließ sich beim König häufig durch d’Aquin vertreten. Nach Vallots Tod war d’Aquin zunächst kommissarisch, ab 1672 mit der Protektion von Madame de Montespan vollamtlich, erster Arzt des Königs. Unter dem Einfluss von Madame de Maintenon fiel er in Ungnade. Im November 1693 wurde er schmachvoll entlassen und durch seinen Rivalen Guy-Crescent Fagon ersetzt. Die ihm bis heute zur Last gelegten schwerwiegenden Behandlungsfehler sind aber kritisch zu hinterfragen.

## Werke
- Antoine Vallot (1594–1671), Antoine d’Aquin, Guy-Crescent Fagon. – Journal de santé du roi Louis XIV de l'année 1647 à l'année 1711, avec introduction, notes, réflexions critiques et pièces justificatives par J. A. Le Roi – Paris – Auguste Durand, éditeur – 1862 (Digitalisat)

## Einzelnachweis
1. ↑  Freispruch für Dr. Daquin. In: Ärzteblatt Sachsen. Nr. 3, 2014.

| Personendaten    | Personendaten                   |
| ---------------- | ------------------------------- |
| NAME             | Aquin, Antoine d’               |
| ALTERNATIVNAMEN  | Aquin, Antoine; Daquin, Antoine |
| KURZBESCHREIBUNG | französischer Mediziner         |
| GEBURTSDATUM     | 1629                            |
| GEBURTSORT       | Paris                           |
| STERBEDATUM      | 17. Mai 1696                    |
| STERBEORT        | Vichy                           |